# Карпенісіон
Карпені́сіон (грец. Καρπενήσι) — місто в західній Греції, адміністративний центр ному Евританія, Центральна Греція. Населення міста становить 9390 осіб (2001.

## Географія
Місто розташоване на річці Карпенісіотіс, притоці річки Мегдова (басейн Ахелоос), з усіх боків обмежене горами. Саме гори і зробили місто центром гірськолижного спорту. Тому в ньому розташовуються багато готелів, найбільшим з яких є «Montana Club». Через місто проходить автомагістраль GR-38, що поєднує міста Ламія та Агрініон.

## Населення
| Рік  | Місто |
| ---- | ----- |
| 1981 | 5,230 |
| 1991 | 8,185 |
| 2001 | 9,390 |

## Міста-побратими
- Ешвілл  США

## Персоналії
У місті народилися:
- письменник Захаріас Папантоніу.
- революціонер 1821 року Танасіс Карпенісіотіс.